# Крымский футбольный союз
Крымский футбольный союз (КФС) — общественная организация, созданная для развития профессионального футбола на территории Крыма. Основана в рамках «специальной зоны» в 2015 году при содействии УЕФА. КФС проводит различные футбольные соревнования, среди которых Премьер-лига КФС, Кубок КФС и Суперкубок КФС.
Полное наименование юридического лица — некоммерческая организация «Крымский футбольный союз» (со специальным статусом).
Штаб-квартира КФС находится в Симферополе.

## История

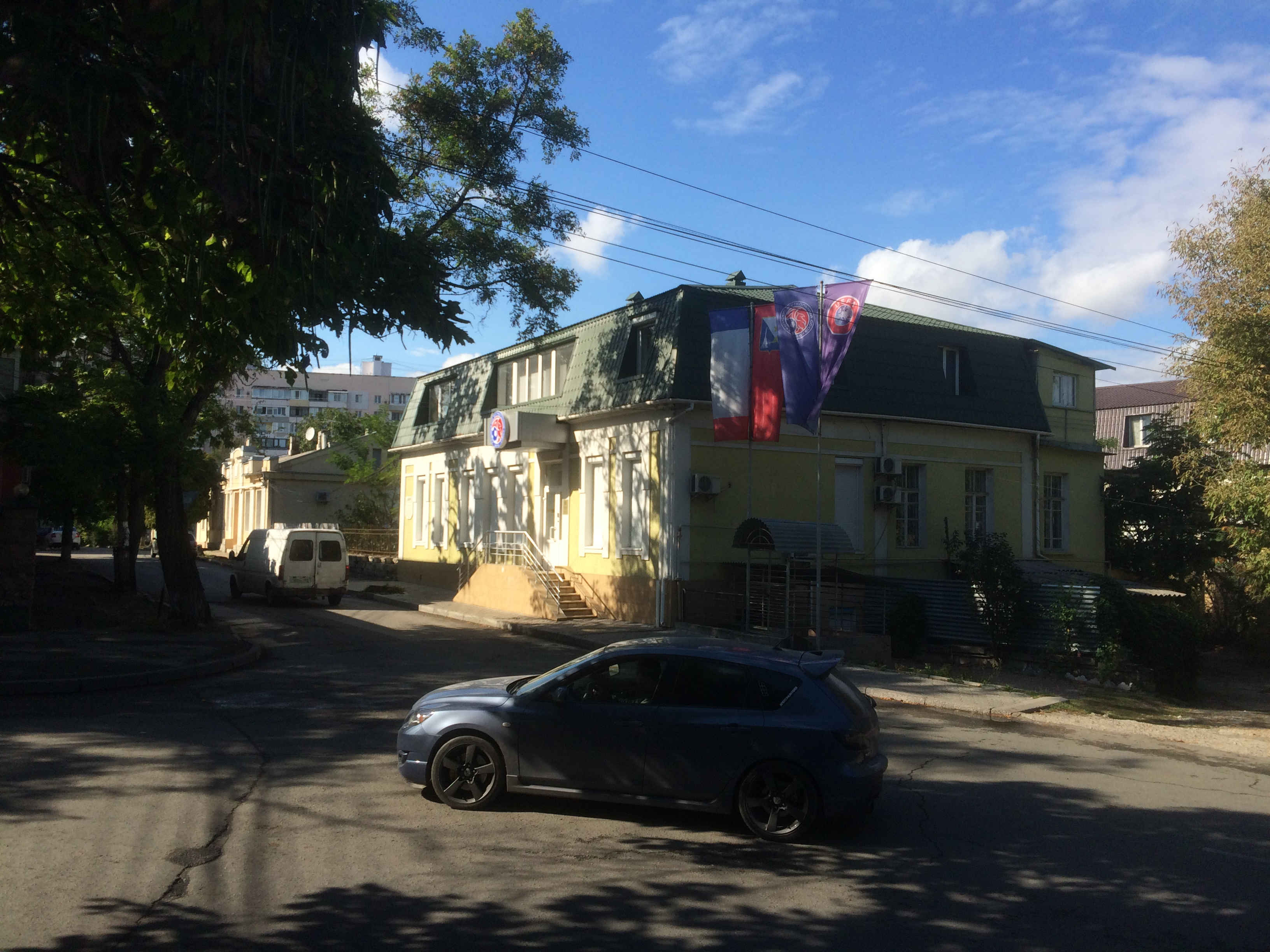
Штаб-квартира КФС в Симферополе

До 2014 года на территории полуострова разыгрывался чемпионат Крыма, имевший статус любительского и проводившегося Республиканской федерацией футбола Крыма (РФФК). Профессиональные команды Крыма выступали в системе лиг украинского футбола. По состоянию на сезон 2013/14 симферопольская «Таврия» и «Севастополь» были участниками Премьер-лиги Украины, а «Титан» (Армянск) — Первой лиги. После аннексии Крыма Россией президент РФФК Николай Гостев заявил о планах организации вступить в Российский футбольный союз. На внеочередной конференции РФФК 1 августа 2014 года было принято решение о прекращении членства в Федерации футбола Украины. После этого Министерство спорта Республики Крым рекомендовало РФС принять в свои члены РФФК.
Тем не менее решением исполнительного комитета УЕФА от 4 декабря 2014 года крымским клубам было запрещено выступать в турнирах Российского футбольного союза, а РФС — заниматься организацией футбола на территории полуострова. После этого в Крыму была создана «специальная зона», которая находится в координации с УЕФА. С целью развития профессионального футбола на полуострове УЕФА предложило проводить отдельный чемпионат среди профессиональных клубов. Для организации турнира 7 июля 2015 года был создан Крымский футбольный союз (КФС), учредителями которого выступили Республиканская федерация футбола Крыма и Федерация футбола Севастополя. Отдельный статус Крыма в рамках УЕФА заключался даже в том, что по его условиям перед матчами крымского чемпионата гимн России исполняться не будет.
Согласно уставу КФС организация функционирует по требованиям и нормам ФИФА и УЕФА, а также действует на основе «законодательства страны её государственной регистрации». Таким образом Крымский футбольный союз зарегистрирован в российском правовом поле и является российским налогоплательщиком. При этом КФС не является членом УЕФА и ФИФА, вследствие чего команды из Крыма не могут принимать участия в официальных международных соревнованиях.

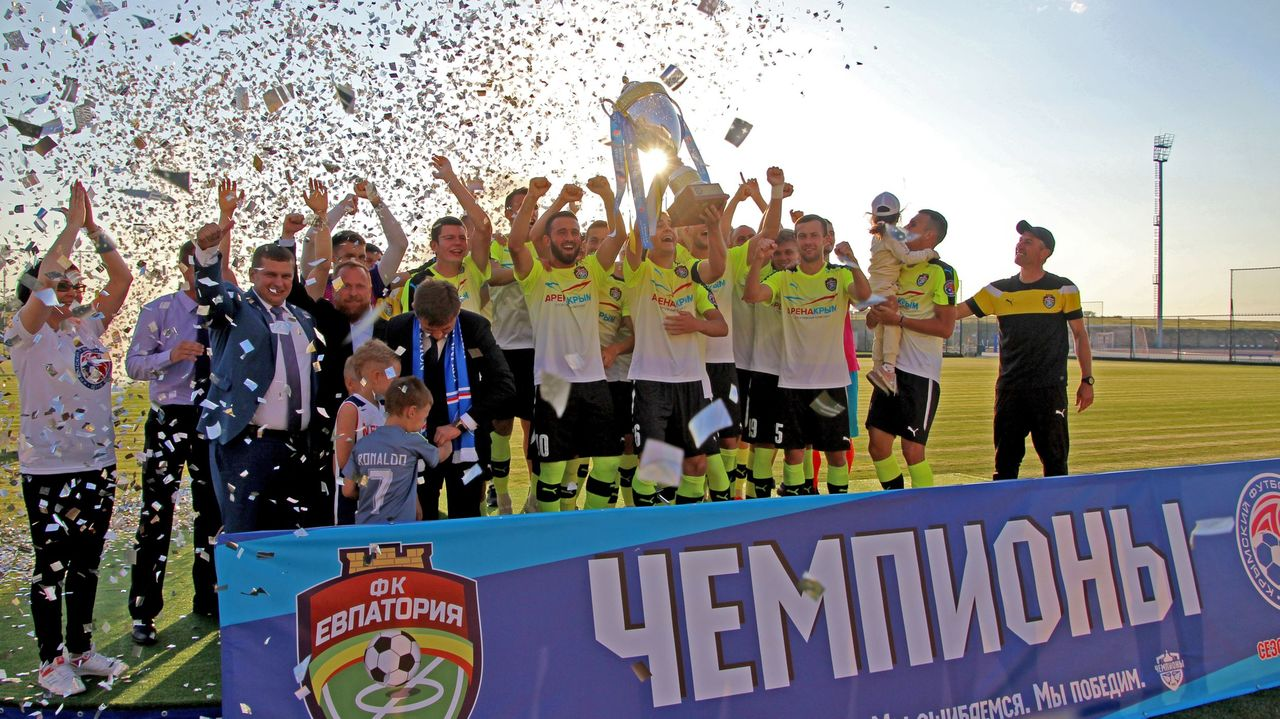
Команда «Евпатории» — победитель Премьер-лиги КФС сезона 2017/18

Для определения участников первого крымского профессионального чемпионата был проведён Всекрымский турнир. По его итогам были отобраны 8 клубов для участия в Премьер-лиге Крымского футбольного союза сезона 2015/16. Позднее для участников КФС был создан собственный Кубок и Суперкубок, которые начали проводиться на ежегодной основе. Финансирование Крымского футбольного союза осуществляется из средств Министерства спорта России.
С октября 2015 года функционирует официальный сайт Крымского футбольного союза. На эмблеме КФС изображён грифон и футбольный мяч.
В ноябре 2015 года Крымским футбольным союзом было объявлено о формировании сборной Крыма. В неё вошли 24 игрока, а главным тренером был назначен Валерий Петров. Презентация сборной Крыма состоялась уже 9 декабря. Единственным турниром, где сыграла команда стал Кубок Крымской весны, прошедший в марте 2017 года. В полуфинале Крым сумел одолеть «Ростсельмаш» (5:0), а в финале — иркутский «Зенит» (3:0). Спустя два месяца команда собралась вновь и сыграла в товарищеском гала-матче со сборной Национальной студенческой футбольной лигой (0:3).
Специальным представителем УЕФА по Крыму был утверждён бывший президент Словацкого футбольного союза Франтишек Лауринец, а генеральный секретарь УЕФА Джанни Инфантино анонсировал выделение средств на развитие детского футбола и футбольной инфраструктуры Крыма. В итоге в 2017 году УЕФА выделил миллион евро на развитие футбола Крыма. Тем не менее КФС деньги так и не смог получить, поскольку на полуострове из-за санкций не работают международные платёжные системы.

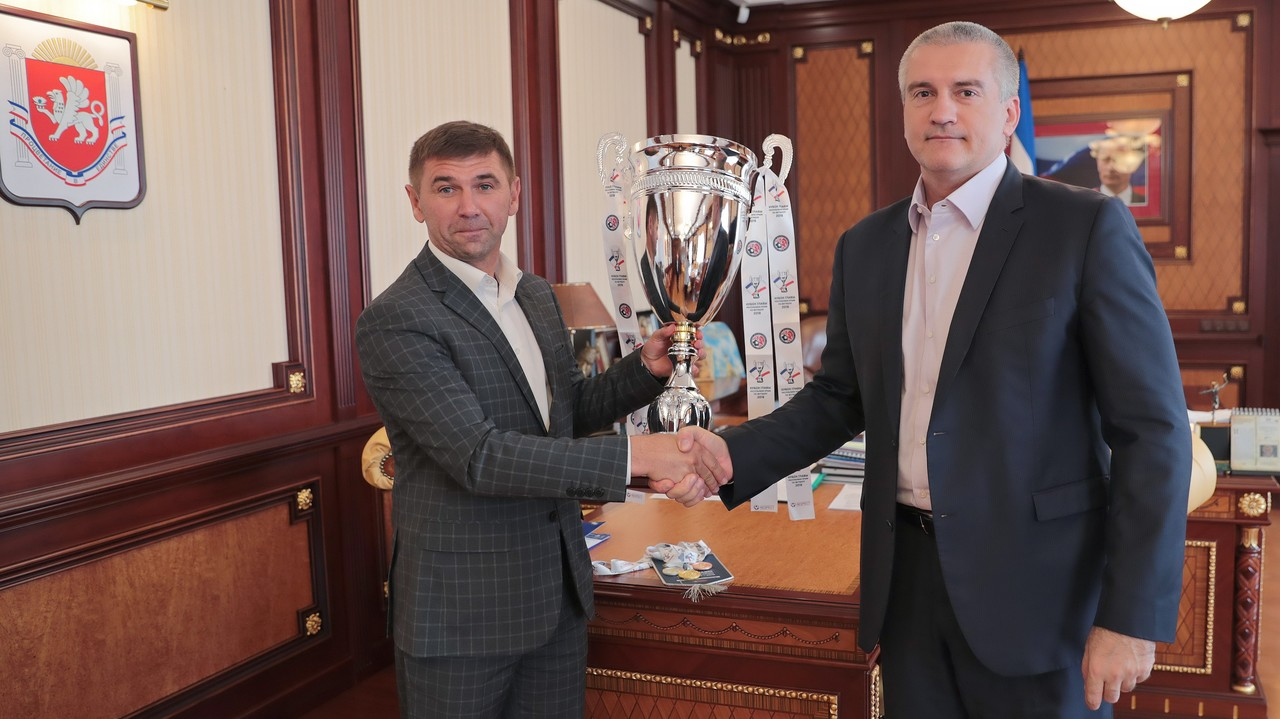
Глава Крыма Сергей Аксёнов и президент КФС Юрий Ветоха

Первым президентом КФС с момента его учреждения стал Юрий Ветоха, ранее работавший в структурах «Норильского никеля», и руководившей КФС до 2021 года. На внеочередном собрании КФС в декабре 2021 года новым президентом единогласно был избран Сергей Бородкин, занимающий также позицию руководителя Республиканской федерации футбола Крыма.
При поддержке Крымского футбольного союза в Симферополе действует «Школа молодого судьи».

## Турниры
Под эгидой Крымского футбольного союза проводятся следующие профессиональные соревнования среду мужским футбольных команд:
- Премьер-лига Крымского футбольного союза (с 2015 года);
- Кубок Крымского футбольного союза (с 2015 года);
- Суперкубок Крымского футбольного союза (с 2016 года).

КФС выступал организатором товарищеских турниров, среди которых Кубок «Крымская весна» (2017), Открытый зимний Кубок КФС (2017—2019). Кроме того, КФС занимается организацией детских турниров и турниров среди женских команд.

## Руководство
В состав руководителей КФС входят:
- Президент — Бородкин Сергей Александрович;
- Генеральный секретарь — Колесниченко Вадим Васильевич;
- Вице-президент — Красильников Александр Львович.